# Scoparia berytella
Scoparia berytella là một loài bướm đêm trong họ Crambidae.